# Teestrup
Teestrup ligger på Sydsjælland og er en landsby med 232 indbyggere  (2024), beliggende i Teestrup Sogn og Faxe Kommune, 5 kilometer vest for Haslev og 18 kilometer nord for Næstved. Teestrup ligger i Region Sjælland.
I landsbyen ligger Teestrup Kirke, et forsamlingshus, gårdbutikker, tømrerfirma samt Teestrup Demenscenter.
I 1960'erne havde landsbyens sportsklub et herrehåndboldhold i landets bedste række.